# Bukowina Bobrzańska

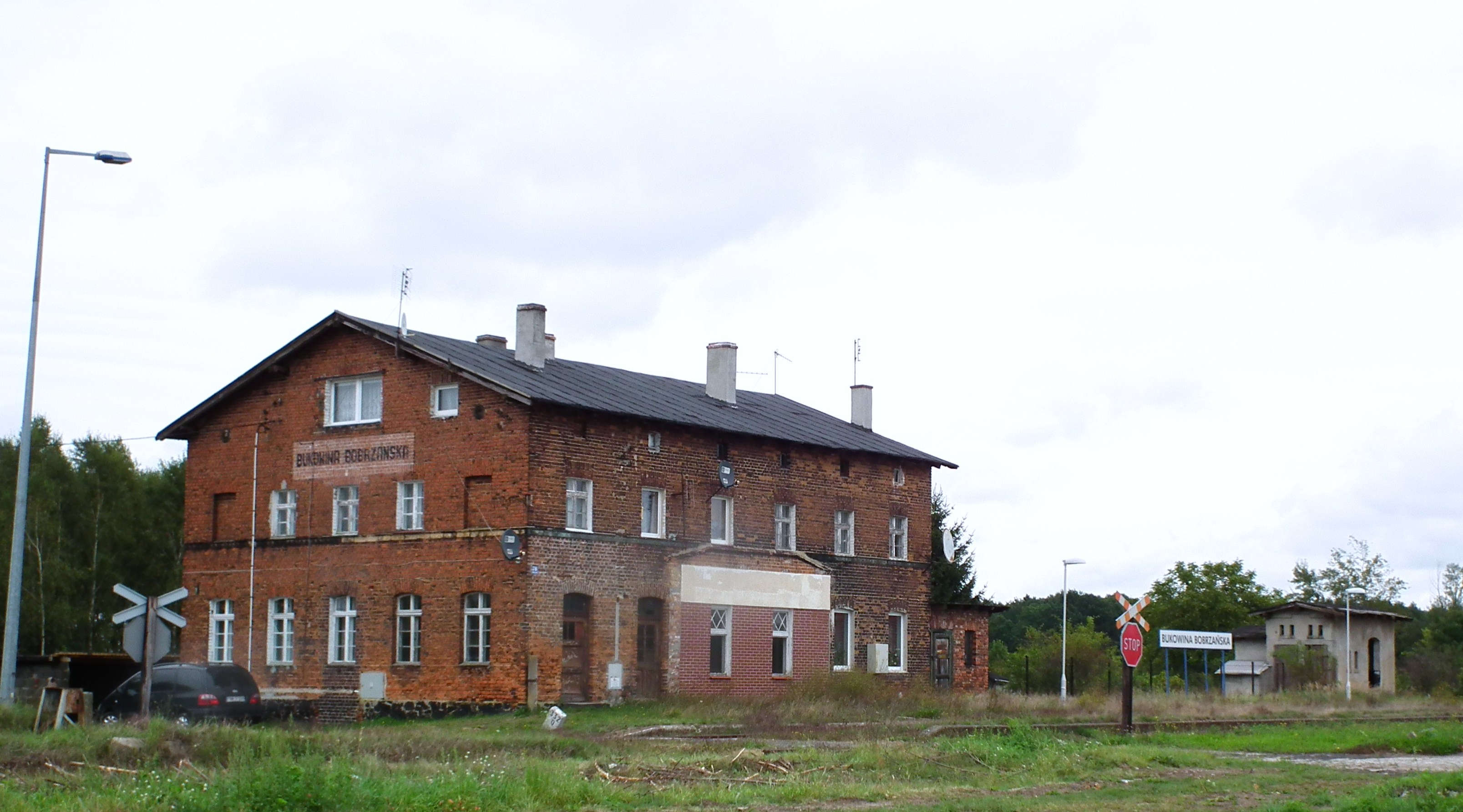
Bahnhof von Bukowina Bobrzańska

Bukowina Bobrzańska (deutsch Buchwald) ist ein Dorf in der Landgemeinde Żagań im Powiat Żagański der Woiwodschaft Lebus in Polen. In den Jahren 1975 bis 1998 gehörte das Dorf administrativ zur Woiwodschaft Zielona Góra. Der Ortsteil Barge gehört zum Dorf. Historisch liegt Buchwald an einer alten Heeresstraße, die von Sachsen nach Ostpreußen führte.

## Geographie
Buchwald ist ein von Norden nach Süden langgestrecktes Straßendorf. Es grenzt im Norden an Küpper, im Osten an Cunzendorf und Girbigsdorf, im Süden an den Bober-Fluss und im Westen an das Sprottauische Petersdorf. Die Landesstraße DK 12 verläuft von Westen nach Osten, sie schneidet den Ort mittig. Der ehemalige Bahnhof Bukowina Bobrzańska liegt an der Bahnstrecke Łódź Kaliska–Forst (Lausitz) Grenze.

## Geschichte
Auf dem Gelände des Gutes Nieder Buchwald stand im 13. und 14. Jahrhundert ein Wehrturm umgeben von Hainbuchenhecken. Am 5. November 1419 verkauft der Lokator-Nachkomme Nikolaus Buchwald, Edelmann und erblicher Eigentümer des um 1280 gegründeten Dorfes, Buchwald an den Altaristen am Altar der heiligen Laurentius, Katharina und Barbara in der Heilig-Geist-Kapelle, Philippus Fewze. Diese Hospitalkapelle lag außerhalb der Mauern Sprottaus. Ein kaiserlicher Notar, Caspar Sewmentag, zeichnete die Urkunde.
Urkundentext: 57) 1419 Nov.5. ind. XII. pont. p. Martini V. a. II. Sagan (in der Wohnstube des Notars). Nikolaus Buchwald, Edelmann u. erblicher Eigentümer des Dorfes Buchwald Saganer Distrikts, bek., dass er einen jährl. Zins von 2 Mk. auf sein Dorfe und Gute Buchwald um 20 Mk. Gr. auf Wiederkauf an Philippus Fewze, Altaristen am Altar des hl. Laurentius, Katharina und der hl. Barbara in der h. Geistkapelle außerhalb der Mauern der Stadt Sprottau zu genannten Altare verkauft habe. Der Zins werde jährlich zu Michaelis gezahlt werden u. zwar durch die Zinsmannen des Nikol. Buchwald, nämlich durch dessen 7 Ruten Acker am Dorfe u. Bernhard Winkeler 1 Virdung von seinem Garten im Dorfe. Z.: Gebrüder Nikolaus u. Petrus Reymann aus Sagan. Org. Perg. Notariatsinstrument des kais. Notars Caspar, Sohn des Mathias Sewmentag aus Sagan.
Die niederadlige Familie Buchwald (spätere Räte Buchwälder in Sprottau, auch die Buchler genannt) nahm wie auch die Familie von Knobelsdorf den Nachbarort Ebersdorf in Besitz. 1442 schrieb man den Ort Buchweldichin. 1431 bis 1447 erhält die Familie von Knobelsdorf Buchwald und Barge als Lehen von dem Besitzer Caspar von Kittlitz. Im Ortsteil Barge besaßen diese v. Kobelsdorf bis 1945 eine Brennerei. Nach 1447 folgte Grabis von Nechern zu Cunzendorf, der auch Petersdorf innehatte. Wallenstein, der Herzog von Friedland und Sagan vergibt 1629 das Lehen an Karl von Heidenreich. Seit 1711 teilte man den Ort in Nieder- und Oberbuchwald. Eine Adelsfamilie von Schönborn verkaufte den Anteil  Niederbuchwald  mit dem Schlossvorwerk Buchwald und Barge an Frau von Silberstein und Pölnikau, eine geborene Warkotsch auf Kleineulau. 1785 kommt Buchwald und Barge an Graf Stillfried. 1815 erwarb Herr von Schmettow, der Ortsteil Oberbuchwald mit 400 Morgen Land und baute sich dort ein herrschaftliches Wohnhaus.  Für Oberbuchwald wechselten im Nachzeitraum die Besitzer Merves (1885–99), ab 1899 Felser aus Bernburg (Saale), ab 1909  Tilgner aus Posen, und bis 1945 Stephan Raudten.
1853 bis 1929 war Niederbuchwald und Barge ein Majorat, ab 1929 dann im freien Eigentum. 1857 baut der Graf Stillfried das Schloss in Niederbuchwald um und vermietet es an die Exzellenz von Larisch, einen hohen preußischen Offizier. Zwei Bauerngüter wurden geschleift. Nur noch ein Waldstück heißt nach einem alten Müllergeschlecht Rieger und ein Flurname namens Hummelgut zeugt von ehemaligen freien Bauerngütern. 1918 war der Ort an einen österreichischen Grafen von Brandis vermietet. 1940 wohnte Frau von Aulock im Gutsschloss, sei war eine Schwester des Franz Graf von Stillfried, dem letzten Besitzers von Niederbuchwald. Die ehemals deutschen Bauernhöfe waren fast alle in geschlossenem Geviert angelegt. Im Februar 1945 kam es hier zu schweren Kämpfen zwischen der 4. Panzerarmee der Sowjet-Garde und dem Panzerkorps Großdeutschland. Nach Kriegsende fiel Buchwald an Polen und wurde am 12. November 1946 in Bukowina Bobrzanska umbenannt. Die deutsche Bevölkerung wurde vertrieben.

## Einwohner
- 1821 413 Ew (Niederbuchwald u. Barge)
- 1821 224 Ew (Oberbuchwald)
- 2011 382 Ew

## Personen
- Paul Clapius war 1573 Pfarrer in Buchwald und Petersdorf, später Rektor am Gymnasium in Sagan, sein Sohn Paul Clapius junior studierte 1583 an der Universität Wittenberg[6]
- Buchwälder
- Graf Stillfried (* um 1800), diente drei deutschen Kaisern und vier Königen, er war Oberzeremonienmeister am kaiserlichen Hof, weiterhin Leiter des Heroldamtes in Berlin. Er war maßgeblich am Wiederaufbau der Hohenzollernburg in Württemberg beteiligt.[7]
- Richard Lange (1881–nach 1932), der Politiker (Zentrum) und Abgeordnete des Preußischen Landtags wurde hier geboren.

## Sehenswürdigkeiten
- Gutsschloss Buchwald
- Marienkirche bis 1945, danach Kirche Muttergottes vom Rosenkranz, Ursprung 14. Jahrhundert, im 19. Jahrhundert überbaut, gehört zur Pfarrei Mallmitz
- Schlossflügel im Barockstil 1730 bis 40, sonst 19. Jahrhundert